# 吉井良三
吉井 良三（よしい りょうぞう、1914年2月14日 - 1999年1月28日）は、日本の昆虫学者。京都大学名誉教授。専門は洞窟生物学、昆虫形態学。

## 経歴
1914年（大正3年）、大阪府の旧家に生まれる。旧制第三高校を経て、1938年（昭和13年）に京都帝国大学理学部動物学科を卒業。トビムシ研究から、日本の洞窟生物の研究をたちあげた。
また、その土壌動物採集の中でカマアシムシ目の昆虫を日本で初めて発見した。その種は彼の名にちなんでヨシイムシと名付けられた。
1959年、京都大学理学博士。学位論文の題は「粘管目の分類・系統学的研究」。 
1987年勲三等旭日中綬章受章。

## 著書
- 「洞穴学ことはじめ」（岩波新書）
- 「洞穴から生物学へ」（NHKブックス)